# Miranda Richardson
Miranda Jane Richardson (Southport, Lancashire, 3 de març de 1958) és una actriu de teatre, cinema i televisió anglesa.

## Primers anys
Richardson és filla de Marian Georgina (de soltera, Townsend), mestressa de casa, i William Alan Richardson, un executiu del màrqueting. És la segona filla d'una família de classe mitjana, i va revelar un talent per a actuar des de petita. En principi volia estudiar veterinària, però era massa escrupolosa i es marejava amb facilitat.

## Carrera

### Teatre
Richardson es va matricular al Bristol Old Vic Theatre School, on va estudiar al costat de Daniel Day-Lewis. El 1981, feia el seu debut a l'escenari amb Moving al Queen's Theatre de Londres. Abans de fer-se un nom com a estrella de cinema, va gaudir d'una carrera de teatre enormement reeixida i extensa. Començant amb actuacions juvenils com Ventafocs i El crim de Lord Arthur Saville (com a Sybil Merton) al Southport Dramatic Club. Aviat apareixia en teatre de repertori, fins que va trobar el reconeixement en el West End theatre per una sèrie d'actuacions, per les quals va rebre una nominació al premi Olivier per la seva actuació en A Lie of the Mind, i el 1996 va ser citada com "l'actriu més gran del nostre temps en qualsevol mitjà" per un crític després que aparegués en Orlando al Festival d'Edimburg.
Richardson va tornar a l'escenari de Londres al cap de deu anys, per encapçalar l'obra de Wallace Shawn, Grasses of a Thousand Colours al Royal Court Theatre, el maig del 2009.

### Cinema i televisió
El 1985, Richardson va fer el seu debut en el cinema com una cabaretera ros platí, Ruth Ellis, l'última dona que va ser penjada al Regne Unit, en el drama de Mike Newell, Dance With A Stranger. La seva actuació va guanyar molts elogis, i en un any havia estat triada per Steven Spielberg per actuar en la seva pel·lícula L'imperi del sol (1987).
Richardson és coneguda pel seu paper com a Elisabet I d'Anglaterra, de petita, també conegut com a Queenie, en la comèdia de la televisió britànica L'escurçó negre II (1986). Va tornar a aquell paper per a un Nadal especial (Un conte de Nadal de l'escurçó negre l, 1988) i una edició especial pel mil·lenni (L'escurçó negre: endarrere i endavant, 2000).
El seu retrat d'una emigrant preocupada en Secret Friends (BBC 2 TV, 1990)va ser descrit com un "petit tour de force... La millor hora de Miranda Richardson, tot en deu minuts" (The Sunday Times). Altres papers en la televisió inclouen la maliciosa Pamela Flitton en A Dance to the Music of Time (1997),Miss Gilchrist en Tot per amor (1998), Bettina, la dissenyadora d'interiors obsessivocompulsiva en Absolutely Fabulous, la sadomasoquista i malvada reina Elspeth, la malvada madrastra de la Blancaneu en Blancaneu (2001), i l'emocionalment reprimida Mary of Teck en The Lost Prince (2003).
Richardson ha aparegut en un cert nombre de papers secundaris de perfil alt en el cinema, incloent-hi Vanessa Bell en The Hours, Lady Van Tassel en Sleepy Hollow i Patsy Carpenter en La força de la tendresa. La història continua. També va destacar per les seves actuacions en The Crying Game i Un abril màgic, per la qual va guanyar un premi Globus d'Or, batent un quartet de pesos pesants de Hollywood: Geena Davis, Whoopi Goldberg, Shirley MacLaine i Meryl Streep. Va aconseguir nominacions a l'Oscar per les seves actuacions en Damage i Tom & Viv.
Els seus extensos crèdits en el cinema inclouen tasques en un cert nombre de pel·lícules independents amb bona crítica, entre aquestes la de Robert Altman Kansas City (1996), The Apostole de Robert Duvall (1997) i Wah-Wah de Richard E. Grant (2005). El 2002, realitzava un triple paper al costat de Ralph Fiennes en el thriller de David Cronenberg Spider, una pel·lícula que va guanyar uns quants premis internacionals. Richardson també va fer de reina Rosalind de Dinamarca en El príncep i jo, de Julia Stiles, i com la ballarina Madame Giry en la llargament esperada versió cinematogràfica de The Phantom of the Opera (2004), amb Patrick Wilson, Gerard Butler i Emmy Rossum. El 2005, apareixia en el paper de Rita Skeeter, la periodista en Harry Potter i el calze de foc i ha aparegut des d'aleshores en un cert nombre de llargmetratges de perfil baix. El 2006, apareixia al costat de Bill Nighy en el drama de la BBC de Stephen Poliakoff guanyador de diversos Globus d'Or, Gideon's Daughter. Va fer el paper de Mrs. Claus en la pel·lícula Fred Claus (2007), coprotagonitzant-la amb Vince Vaughn i Paul Giamatti.
Richardson va sortir en Absolutely Fabulous amb Jennifer Saunders, en la comèdia de situació de la BBC, The Life and Times of Vivienne Vyle. Va sortir com a convidada en el programa A Taste of my Life de Nigel Slater, en què preparava plats, entre els quals tagín de xai i ous ranxers.
El desembre de 2008, es va anunciar que Richardson tenia un paper principal en el pilot de Rubicon.

## Vida personal
Actualment, Richardson viu al West London amb els seus dos gats, Otis i Waldo, i el seu gos, Liv. Les seves aficions inclouen dibuix, caminar, jardineria, moda, i música.
Addicionalment, l'actriu farà el paper de la política laborista Barbara Castle en la pel·lícula britànica Dagenham Girls.

## Papers en el teatre
- Savage Amusement (Hazel) - Derby Playhouse, Lancaster, Lancashire
- Stags and Hens (Linda) - Derby Playhouse, Lancaster
- All My Sons (Ann) - Derby Playhouse, Lancaster
- Sisterly Feelings (Brenda) - Derby Playhouse, Lancaster
- Ten Times Table (Phillipa) - Library Theatre, Manchester
- Whose Life Is It Anyway? (Kay Sadler) - Library Theatre, Manchester
- Play It Again, Sam (Linda Christie) - Library Theatre, Manchester
- The History of Tom Jones, a Foundling (Sophie Western) - Library Theatre, Manchester
- Educating Rita (Rita)
- Moving (Jane Gladwin) - Queen's Theatre (1980/1)
- The Table of the Two Horseman (Katie Wyld) - Bristol Theatre Royal (9 de març /2 d'abril 1983)
- Who's Afraid of Virginia Woolf? (Honey) - Bristol Theatre Royal (6/20 d'abril del 1983)
- The Maids (Madame) - Bristol New Vic (27 de setembre 1983/22 d'octubre 1983)
- Insignificance (The Actress) - Bristol New Vic (25 d'octubre 1983/19 de desembre 1983)
- Life of Einstein - Dukes Playhouse, Lancaster, Lancashire (1984)
- Edmond (Glenna) - Newcastle (1985)
- A Lie of the Mind (Beth) - Royal Court Theatre, West End (1987)
- The Changeling (Beatrice-Joanna) - (Lyttleton) National Theatre, West End (1988)
- Mountain Language (Young Woman) - (Lyttleton) National Theatre, West End (1988)
- Etta Jenks (Etta Jenks) - Royal Court Theatre, West End (1990)
- The Designated Mourner (Judy) - Royal National Theatre, West End (1996)
- Orlando (Orlando) - 50th Edinburgh International Festival (11/21 d'agost del 1996)
- Aunt Dan and Lemon (Aunt Dan) - Almeida Theatre, Islington, Londres (5 de maig/5 de juny del 1999)
- The Play What I Wrote (Herself) - Wyndham's Theatre, West End (30 de gener 2002, 5 de maig 2002, 2 de gener 2003)
- Comic Aid 2005 - (Herself - Asia Tsunami Aid) - Carling Apollo, West End (22 de febrer del 2005)
- One Knight Only - (Herself - Asia Tsunami Aid) - Theatre Royal, Haymarket, West End (20 de març del 2005)
- Grasses of a thousand colours - Royal Court Theatre (Maig 2009)

## Filmografia
| Any  | Pel·lícula                                                           | Paper                                                          | Other notes |
| ---- | -------------------------------------------------------------------- | -------------------------------------------------------------- | --- |
| 1984 | A Woman of Substance (TV)                                            | Paula McGill Amory                                             | |
| 1985 | Dance with a Stranger                                                | Ruth Ellis                                                     | Premi Variety Club Premi Evening Standard British Film |
| 1985 | Underworld                                                           | Oriel                                                          | |
| 1985 | The Innocent                                                         | Mary Turner                                                    | |
| 1985 | L'escurçó negre II (Blackadder II) (TV)                              | Queenie                                                        | |
| 1986 | After Pilkington                                                     | Penny                                                          | Nominada - Premi BAFTA TV |
| 1986 | The Death of the Heart                                               | Daphne Heccomb                                                 | |
| 1987 | Blackadder the Third                                                 | Amy Hardwood "Amy and Amiability"                              | |
| 1987 | Eat the Rich                                                         | DHSS Blonde                                                    | |
| 1987 | L'imperi del sol (Empire of the Sun)                                 | Mrs. Victor                                                    | |
| 1987 | Sweet as You Are (TV)                                                | Julia Perry                                                    | Premi Royal Television Society |
| 1989 | Ball Trap on the Cote Sauvage                                        | Early Bird                                                     | |
| 1989 | Blackadder Goes Forth                                                | Infermera Mary "General Hospital"                              | |
| 1989 | The Mad Monkey                                                       | Marilyn                                                        | |
| 1990 | Secret Friends (TV)                                                  | Olivia                                                         | |
| 1990 | The Bachelor                                                         | Frederica                                                      | |
| 1990 | The Fool                                                             | Columbine / Rosalind / Ophelia                                 | |
| 1990 | Twisted Obsession                                                    | Marilyn                                                        | |
| 1990 | Old Times                                                            | Anna                                                           | |
| 1990 | Die Kinder (TV)                                                      | Sidonie Reiger                                                 | |
| 1992 | The Crying Game                                                      | Jude O'Hara                                                    | Premi New York Film Critics Circle Nominada - BAFTA a la millor actriu secundària |
| 1992 | Ferida (Damage)                                                      | Ingrid Fleming                                                 | BAFTA a la millor actriu secundària New York Film Critics Circle Variety Club London Film Critics Circle Nominada - Oscar a la millor actriu secundària Nominada - Globus d'Or a la millor actriu secundària |
| 1992 | Un abril màgic (Enchanted April)                                     | Rose Arbuthnot                                                 | Globus d'Or a la millor actriu musical o còmica New York Film Critics Circle |
| 1993 | Century                                                              | Clara                                                          | |
| 1993 | The Line, the Cross and the Curve                                    | Dona misteriosa                                                | |
| 1994 | Absolutely Fabulous                                                  | Bettina                                                        | |
| 1994 | Tom & Viv                                                            | Vivienne Haigh-Wood                                            | National Board of Review Nominada - Oscar a la millor actriu Nominada - BAFTA Nominada - Globus d'Or a la millor actriu dramàtica                                                                            |
| 1994 | Pàtria (Fatherland)                                                  | Charlie Maguire                                                | Globus d'Or a la millor actriu secundària a sèries, minisèries o telefilms |
| 1994 | La nit i el moment (The Night and the Moment)                        | Julie                                                          | |
| 1996 | La força de la tendresa. La història continua (The Evening Star)     | Patsy Carpenter                                                | Society of Texas Film Critics Nominada - Satellite |
| 1996 | Kansas City                                                          | Carolyn Stilton                                                | Society of Texas Film Critics |
| 1997 | The Designated Mourner                                               | Judy                                                           | |
| 1997 | Saint-Ex                                                             | Consuelo                                                       | |
| 1997 | The Apostle                                                          | Toosie                                                         | Nominada - Independent Spirit |
| 1997 | A Dance to the Music of Time (TV)                                    | Pamela Flitton                                                 | Nominada - BAFTA a la millor actriu TV Nominada - Royal Television Society |
| 1998 | Tot per amor (St. Ives)                                              | Miss Gilchrist                                                 | |
| 1998 | Merlin                                                               | Queen Mab / The Lady of the Lake                               | Nominada - Globus d'Or la millor actriu a sèries, minisèries o telefilms |
| 1999 | Alice in Wonderland                                                  | Queen of Hearts / Society Woman                                | |
| 1999 | La gran roda del poder (The Big Brass Ring)                          | Dinah Pellarin                                                 | Nominada - Globus d'Or la millor actriu secundària a sèries, minisèries o telefilms |
| 1999 | Sleepy Hollow                                                        | Lady Van Tassel / Crone                                        | Blockbuster Entertainment Nominada - Empire Film Nominada - Premis Saturn |
| 1999 | L'escurçó negre: endarrere i endavant (Blackadder: Back & Forth)     | Elizabeth I / Queenie                                          | |
| 1999 | The King and I                                                       | Anna Leonowens (veu)                                           | Nominada - London Film Critics Circle |
| 2000 | Get Carter: Assassí implacable (Get Carter)                          | Gloria Carter                                                  | |
| 2000 | Chicken Run: Evasió a la granja (Chicken Run)                        | Mrs. Tweedy                                                    | |
| 2001 | Blancaneu                                                            | La Malvada Reina Elspeth, la malvada madrastra de la Blancaneu | |
| 2002 | The Hours                                                            | Vanessa Bell                                                   | Nominada - Phoenix Film Critics Society Nominada - Screen Actors Guild |
| 2002 | Spider                                                               | Yvonne / Mrs. Cleg                                             | San Francisco Film Critics Circle Sant Jordi Toronto Film Critics Association Nominada - Chicago Film Critics Association Nominada - London Film Critics Circle Nominada - Satellite                         |
| 2003 | The Lost Prince (TV)                                                 | Queen Mary                                                     | Nominada - BAFTA a la millor actriu Nominada - Globus d'Or a la millor actriu a sèries, minisèries o telefilms Nominada - Satellite                                                                          |
| 2003 | The Rage In Placid Lake                                              | Sylvia Lake                                                    | Nominada - Australian Film Institute Nominada - Film Critics Circle of Australia |
| 2003 | Els actors (The Actors)                                              | Mrs. Magnani                                                   | |
| 2004 | El Príncep i jo (The Prince and Me)                                  | Queen Rosalind                                                 | |
| 2004 | Churchill: The Hollywood Years                                       | Eva Braun                                                      | |
| 2004 | The Phantom of the Opera                                             | Madame Giry                                                    | |
| 2004 | Absolutely Fabulous                                                  | Bettina "White Box"                                            | |
| 2005 | Midsummer Dream                                                      | Queen Titania (veu)                                            | |
| 2005 | Harry Potter i el calze de foc (Harry Potter and the Goblet of Fire) | Rita Skeeter                                                   | |
| 2006 | Gideon's Daughter (TV)                                               | Stella                                                         | Nominada - Satellite |
| 2006 | Merlin's Apprentice (TV)                                             | Lady of the Lake                                               | |
| 2006 | Wah-Wah                                                              | Lauren Compton                                                 | |
| 2006 | Provoked                                                             | Veronica Scott                                                 | |
| 2006 | Paris, je t'aime                                                     | The Wife (segment: Bastille)                                   | |
| 2007 | Puffball                                                             | Mabs Tucker                                                    | |
| 2007 | Fred Claus                                                           | Mrs. Annette Claus                                             | |
| 2007 | Southland Tales                                                      | Nana Mae Van Adler-Frost                                       | |
| 2007 | Spinning Into Butter                                                 | Catherine Kenney                                               | |
| 2007 | The Life and Times of Vivienne Vyle                                  | Helena                                                         | |
| 2009 | La reina Victòria                                                    | Princesa Victoria de Saxe-Coburg-Saalfeld                      | |
| 2010 | Made in Dagenham                                                     | Barbara Castle                                                 | Nominada − BAFTA a la millor actriu secundària |
| 2010 | Harry Potter and the Deathly Hallows                                 | Rita Skeeter                                                   | |
| 2010 | Rubicon                                                              | Katherine Rhumor                                               | TV |
| 2012 | Parade's End                                                         | Sra. Wannop                                                    | TV |
| 2012 | World Without End                                                    | Mare Cecilia                                                   | TV |
| 2012 | Dead Boss                                                            | Jo                                                             | TV |
| 2013 | Belle                                                                | Lady Ashford                                                   | |
| 2014 | Muppets Most Wanted                                                  | Berliner at Window                                             | |
| 2014 | Mapp and Lucia                                                       | Miss Elizabeth Mapp                                            | TV (3 episodes) |
| 2015 | I ja no en quedà cap                                                 | Emily Caroline Brent                                           | TV |